# Ängelholms bro

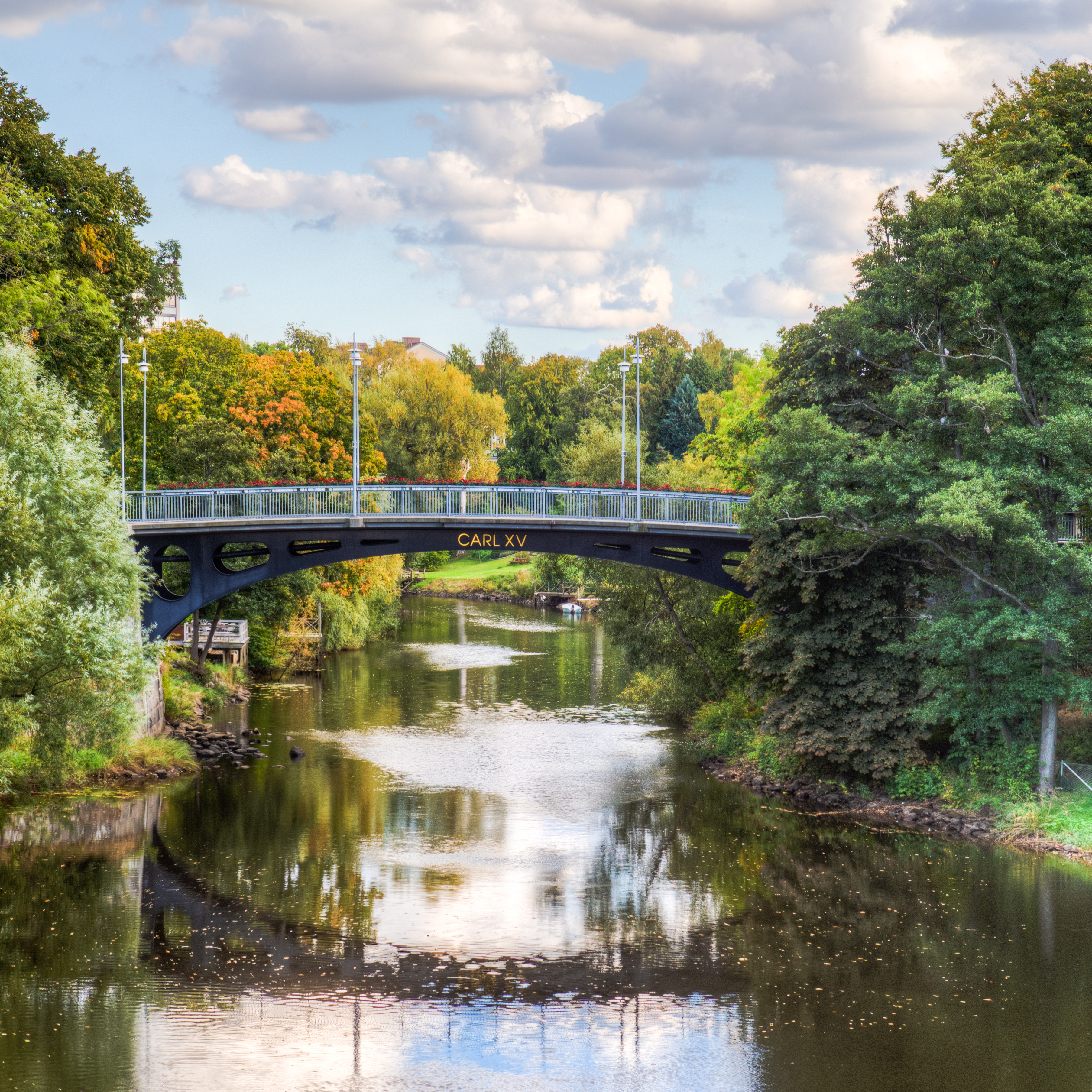
Carl XV:s bro.

Ängelholms bro (sedan 1864 Karl XV:s bro, nu stavat Carl XV:s bro) ledde länge riksvägen från Helsingborg över Rönneå in i Ängelholm. Den första bron uppfördes i samband med stadsgrundandet 1516. Den låg från början något nedströms den nuvarande. I mitten av 1700-talet var bron livsfarlig att färdas på, och ersattes då med en pråm. Byggandet av en ny bro fördröjdes genom ideliga tvister mellan Bjäre härad och staden om vem som egentligen skulle underhålla bron. Först 1783 stod en ny träbro, vilande på stenkar, färdig. Men redan två år efteråt tog vårfloden den nya bron, och man fick lita till pråmfart ytterligare 20 år. 
År 1806 stod den nya bron färdig. Den byggdes i trä och låg på samma plats som Carl XV:s bro. Den var vacker men ganska brant. Under 1800-talet planerade man för en stenbro, och 1864 stod den nya Carl XV:s bro färdig i sten och järn. På 1910-talet var järnet rostskadat, och bron byggdes om 1923 enligt Carl Rosells ritningar, göts in i betong och fick gångbanor.
Redan 1955 ansågs bron visserligen vacker men otidsenlig, men tack vare att riksvägen och genomfartstrafiken drogs utanför staden kunde bron överleva. Efter 50 år var det dock slut, och sommaren 2005 invigdes en ny stålbro, mycket lik föregångaren som den såg ut före betongöverdraget, och med belysning underifrån.
Något hundratal meter nedströms uppfördes år 2017 ytterligare en bro, Tullportsbron.